# Antoni Tàpies
Antoni Tàpies i Puig, markies van Tàpies (Catalaanse uitspraak [ənˈtɔni ˈtapiəs]) (Barcelona, 13 december 1923 – aldaar, 6 februari 2012) was een Catalaans kunstenaar die zich vanaf 1943 aan de schilderkunst wijdde en daarmee internationale faam verwierf.

## Biografie

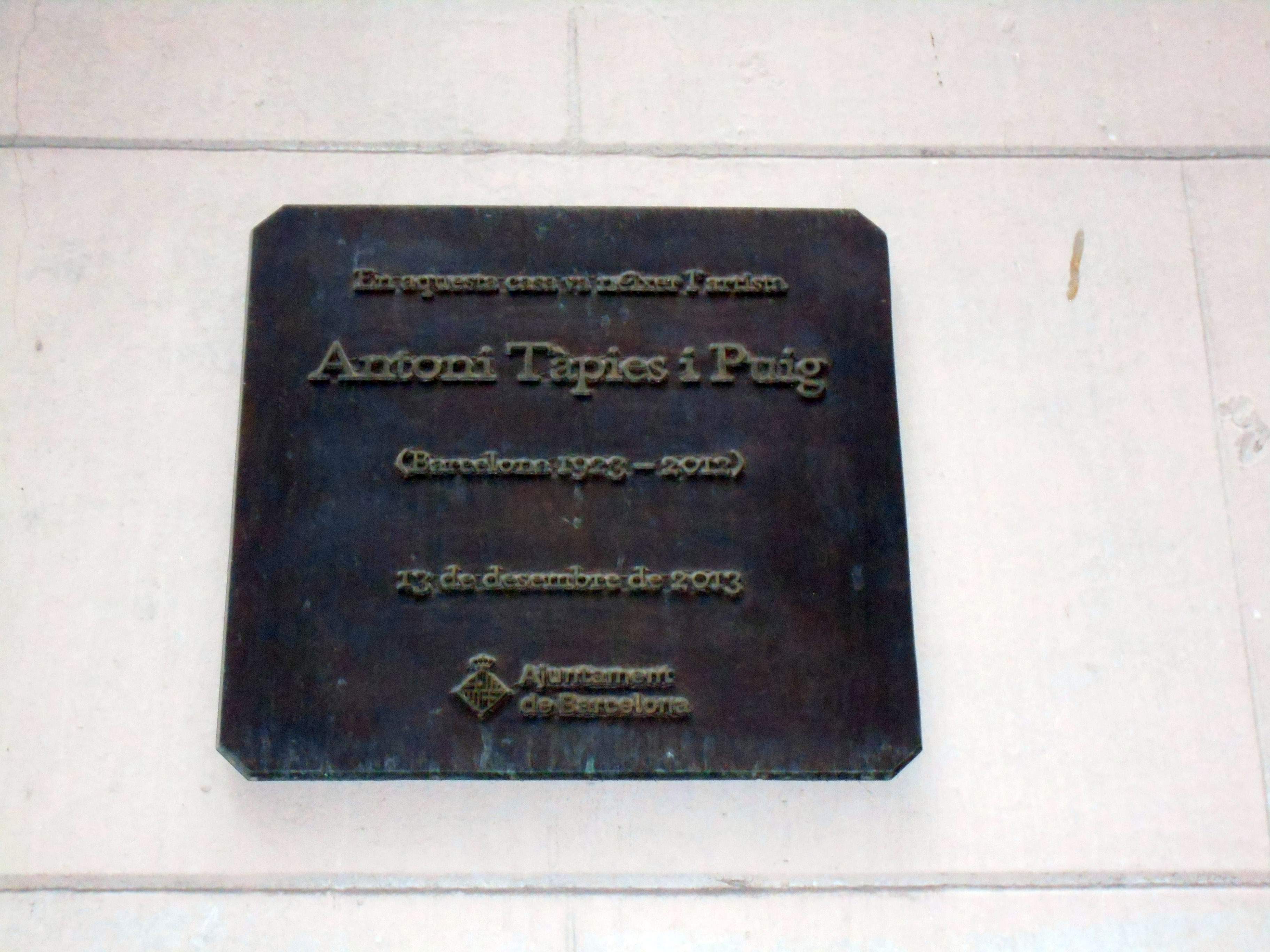
Plaquette op de gevel van het geboortehuis van Antoni Tàpies, C/ Canuda 39, Barcelona.

Antoni Tàpies i Puig werd geboren op 13 december 1923 in Barcelona, zoon van Josep Tàpies i Mestre en Maria Puig i Guerra.
Tàpies werd voor het eerst geïntroduceerd in de hedendaagse kunst toen hij in 1934 naar de middelbare school ging. Hij zag een kerstnummer van het tijdschrift D'ací i d'allà, met reproducties van werken van kunstenaars zoals Duchamp, Braque, Kandinsky en Picasso. Tàpies studeerde aan de Duitse school van Barcelona. Na 3 jaar rechten te hebben gestudeerd, wijdde hij zich vanaf 1943 uitsluitend aan schilderen.
Antoni Tàpies is een van de pioniers van de naoorlogse Spaanse avant-garde. Maatschappelijke thema’s overheersen in zijn werk, zijn schilderijen benadrukken het lijden en de onderdrukking die de periode typeert. Zijn vroegere werken werden beïnvloed door het surrealisme.

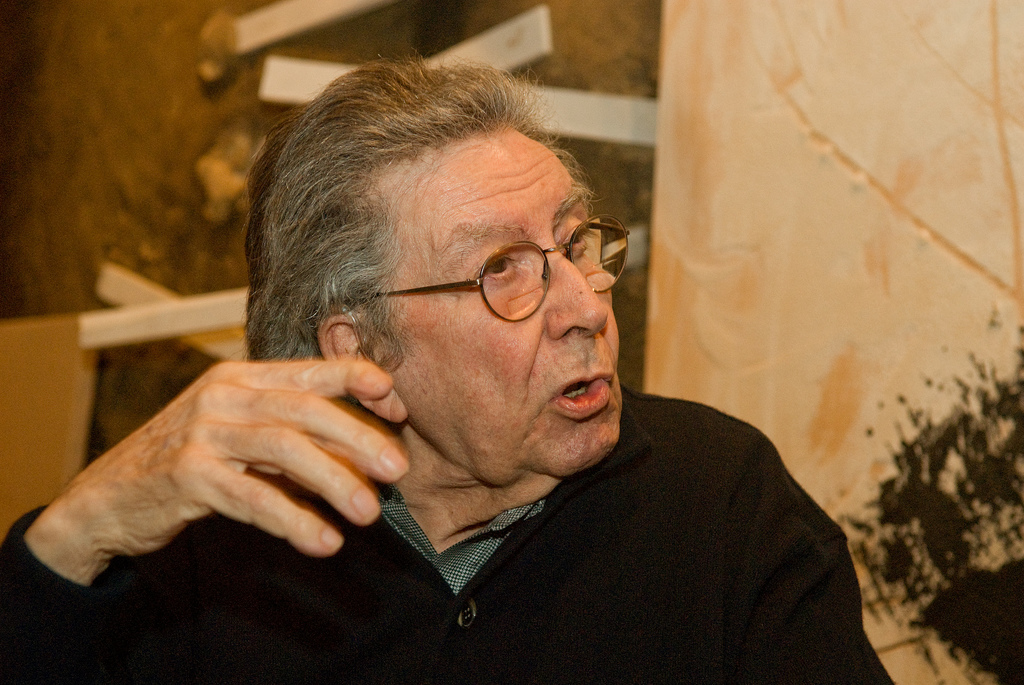
Antoni Tàpies in 2008

In de moeilijke omstandigheden van het franquistische Spanje met zijn strenge censuur, richtte hij in 1948 samen met Joan Brossa i Cuervo, Joan Ponç, Joan-Josep Tharrats, Modest Cuixart, Arnau Puig het avant-gardistische  tijdschrift Dau al set op. In 1966 was hij een van de protagonisten van de Caputxinada, een studentenactie voor meer academische vrijheid en kwam daardoor op de lijst van voor het regime verdachte personen.
Vanaf 1950 verbleef hij vaak in Parijs. Tàpies begon als surrealistisch kunstenaar en onderging invloed van Paul Klee en Joan Miró, maar boog al gauw af naar een abstract-expressionistisch schilderen, eerst in de richting van de 'arte povera', daarna met een spontaan handschrift in verf en veel symbooltaal; het oosterse denken had daarbij invloed (kalligrafie). Zijn schilderkunst stond voor hem in het teken van het bewustmaken, zowel geestelijk als maatschappelijk.
In 1984 richtte hij de Fundació Tàpies op. Deze vond in 1990 onderdak in Barcelona en bezit een expositieruimte, een bibliotheek en bijna tweeduizend voorbeelden van zijn werk dat vaak getypeerd wordt als materieschilderkunst.
Op 9 april 2010 werd hij door koning Juan Carlos benoemd tot Markies van Tàpies als erkenning voor zijn werk als kunstenaar en kunsttheoreticus.
Tàpies stierf op 6 februari 2012 in Barcelona.

## Prijzen en onderscheidingen (selectie)
- Twee van zijn literaire werken werden bekroond met de Serra d'Or-criticiprijs voor literatuur en essay: L'art contra l'estètica (1975) en Memòria personal (memoires) (1990).
- 1983: Medalla d'Or de la Generalitat de Catalunya (de hoogste Catalaanse onderscheiding)
- 1990: de Prins van Asturië-prijs voor de Kunsten
- 2003: de Velázquez-prijs (Premio Velázquez de Artes Plásticas), een prestigieuze kunstprijs in Spanje.[2]
- 2010: verheffing in de adelstand[3]

## Afbeeldingen

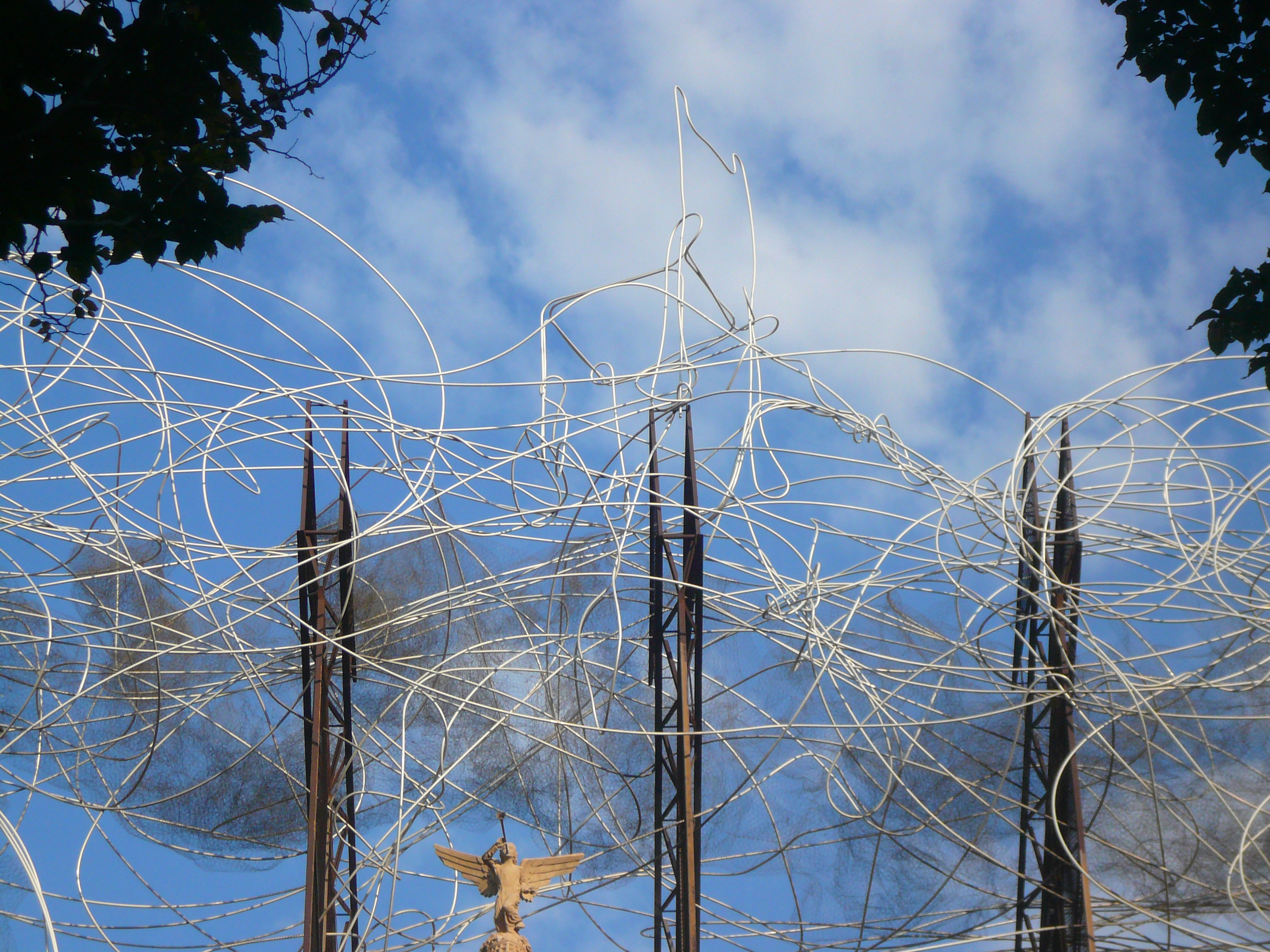
Beeld bij de Fundació Tàpies in Barcelona
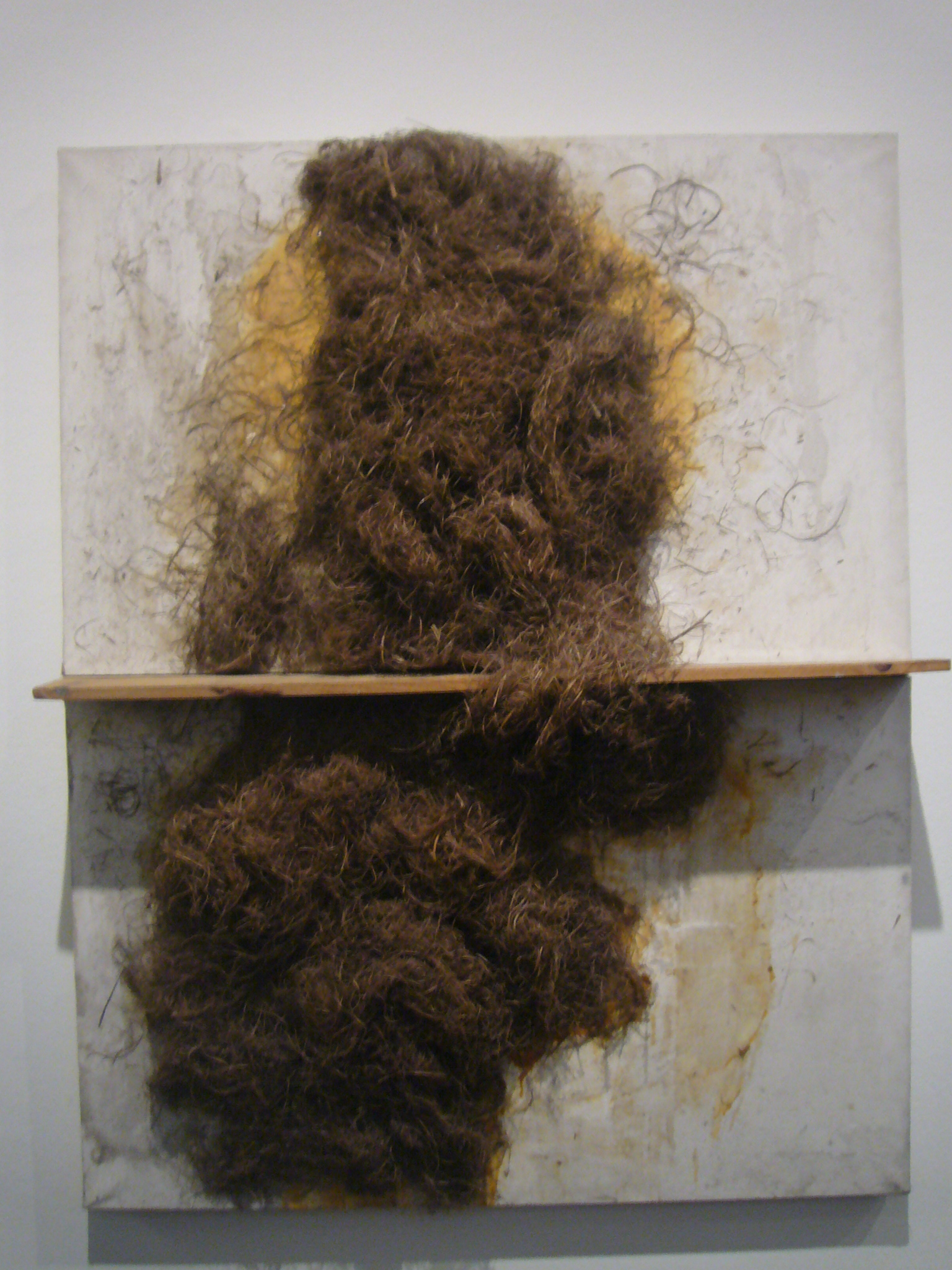
Materieschilderkunst van Tàpies
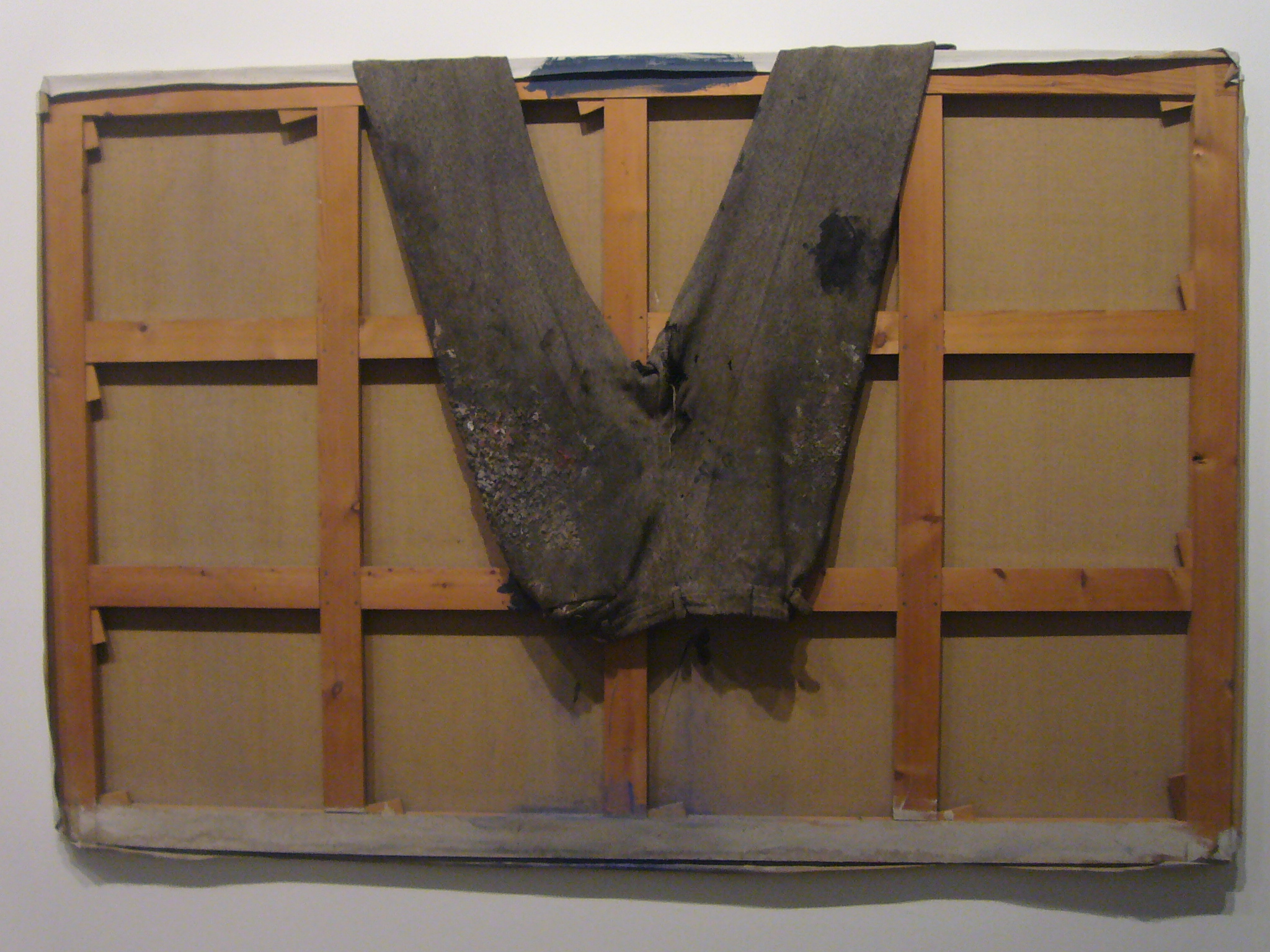
'Arte povera' van Antoni Tàpies